# Onitis artuosus
Onitis artuosus là một loài bọ cánh cứng trong họ Bọ hung (Scarabaeidae).